# آرتور روزنکامف
آرتور روزنکامف (انگلیسی: Arthur Rosenkampff; ۳ نوامبر ۱۸۸۴ – ۶ نوامبر ۱۹۵۲) ژیمناست هنری اهل ایالات متحده آمریکا بود.